# Dorstenia bowmanniana
Dorstenia bowmanniana är en mullbärsväxtart som beskrevs av John Gilbert Baker. Dorstenia bowmanniana ingår i släktet Dorstenia och familjen mullbärsväxter. Inga underarter finns listade i Catalogue of Life.